# Астробалд
Астробалд (Austrovald, Astrobald, Austrevald, † 607) е херцог на Аквитания от 587 г. до смъртта си.
Той е вероятно граф на Тулуза и Гундовалд го поставя за херцог на Аквитания на мястото на Дезидерий. През 589 г. той напада Бордо и навлиза в Септимания.
Астробалд е последван от Сереус (589 – 592).